# Біньяміна-Гіват-Ада
Біньяміна-Гіват-Ада (івр. בנימינה-גבעת עדה, Біньяміна — Ґіват-Ада) — місцева рада на півночі Ізраїлю у Хайфському окрузі.
Утворено шляхом з'єднання двох місцевих рад Біньяміна та Гіват-Ада в 2003 році.
Населення — 16,4 тисячі осіб (2023 р). Площа — 25,7 км².